# Marceau (D601)
Pour les articles homonymes, voir Marceau.
Le Marceau (indicatif visuel D601) est un ancien contre-torpilleur de la Kriegsmarine (Zerstörer Z 31) de Classe Type 1936A qui fut attribué à la Grande-Bretagne après la fin de la Seconde Guerre mondiale, et rétrocédé à la France le 2 février 1946, au titre des dommages de guerre.

Rebaptisé Marceau il devint un escorteur de la marine française. Il étai basé dans le port militaire de Cherbourg.